# 蘿莎·琳恩
蘿薩·科斯坦迪安（2000年5月20日—），藝名蘿莎·琳恩（英語：Rosa Linn），是亞美尼亞創作歌手。她於2021年與Nvak Collective簽約並發行與基娅拉合唱的首張單曲〈King〉開始了她的音樂生涯。2022年，琳恩以歌曲〈彈指〉（Snap）代表她的國家參加了在義大利杜林舉行的2022年欧洲歌唱大赛，雖然在大賽中僅得到第20名，但在賽後歌曲開始在TikTok上爆紅並登上多國的音樂排行榜，同時也讓琳恩被哥伦比亚唱片簽下成為旗下藝人。

## 生涯與事業發展

### 2000年-2021年：早年人生與事業開端
科斯坦迪安出生在亞美尼亞北部的城鎮瓦纳佐尔，她6歲開始學習鋼琴，並在11~12歲時開始創作歌曲，她對參與創作和製作自己的音樂十分積極。2013年，她以歌曲〈Գիտեմ〉（Gitem）參加當年歐洲青少年歌唱大賽的亞美尼亞國家選拔賽，但沒能贏得代表參賽權。2018年，青少年時期的她參加了美國政府的未來領袖交換計劃，以交換學生身分在威斯康辛州住了一年。
蘿莎·琳恩在與美國唱片公司Nvak Collective簽下唱片合約後開啟了她的音樂職業生涯，該唱片公司是由兩位亞美尼亞僑民亞歷克斯·沙力比安和塔瑪·卡普利安創立。2021年9月，琳恩與美國歌手基娅拉合作發行了她的首張單曲〈King〉，她於2021年11月在亞美尼亞公共電視（AMPTV）的早間節目中表演了這首歌，這是她首次上電視節目。

### 2022年-現今：歐洲歌唱大賽
2022年2月，坊間開始謠傳蘿莎·琳恩將代表亞美尼亞參加在義大利杜林舉行的2022年欧洲歌唱大赛，這份消息直到3月11日才由AMPTV的正式宣布證實了琳恩的代表身份。她的參賽歌曲〈彈指〉（Snap）於3月19日與MV一同發行。這首歌是由琳恩與塔瑪·卡普利安、拉爾茲·普林奇帕托（Larzz Principato）、傑瑞米·杜索利特（Jeremy Dussolliet）、艾莉·克利斯托（Allie Crystal）和寇特尼·哈瑞爾（Courtney Harrellr）共同創作。琳恩於5月10日在大賽的第一場預賽中成功晉級，最後在5月14日的決賽得到第20名。
在大賽之後，〈彈指〉開始在TikTok上爆紅並登上多國的音樂排行榜，不僅在比利時名列榜首，在奧地利、荷蘭、愛爾蘭、挪威、瑞典和瑞士等國也排名前十。這讓琳恩在2022年8月時被哥伦比亚唱片簽下，同年十月還證實了她將為紅髮艾德%2B–%3D÷×巡迴演唱會的北美場次（2023年6月-7月）做開場表演。除此之外，她還在美國為〈彈指〉拍新的MV，並發行了一首與荷蘭歌手鄧肯·勞倫斯合唱的單曲〈WDIA (Would Do It Again)〉。10月31日，琳恩在《詹姆斯·柯登深夜秀》上表演了亞美尼亞傳統樂器編曲的〈彈指〉，這是她首次出現在美國的電視節目中。琳恩於12月11日在亞美尼亞葉里溫舉行的2022年歐洲青少年歌唱大賽的幕間式中表演〈彈指〉，她同時也是大賽的「共同歌曲」—由瑪蓮娜演唱的〈Spin the Magic〉的詞曲作者。

## 作品

### 單曲
| 〈King〉 （與基娅拉）                          | 2021 | —  | —  | — | — | — | — | — | — | —  | —  |                                                                                              | 無專輯單曲 |
| 〈Snap〉                                       | 2022 | 20 | 29 | 8 | 6 | 6 | 4 | 8 | 8 | 21 | 67 | - BPI：銀唱片 - BVMI：金唱片 - FIMI：2× 白金唱片 - GLF：白金唱片 - MC：金唱片 - RIAA：金唱片 | 無專輯單曲 |
| 〈WDIA (Would Do It Again)〉 （與鄧肯·勞倫斯） | 2022 | —  | —  | — | — | — | — | — | — | —  | —  |                                                                                              | 無專輯單曲 |
| 〈Never Be Mine〉                              | 2023 | —  | —  | — | — | — | — | — | — | —  | —  |                                                                                              | 無專輯單曲 |
| 「—」表示該單曲未在該地區上榜或發行。          |      |    |    |   |   |   |   |   |   |    |    |                                                                                              |            |

## 獲得獎項和提名
| 年份 | 獎項             | 類別     | 提名作品 | 結果 |
| ---- | ---------------- | -------- | -------- | ---- |
| 2022 | BreakTudo Awards | 年度歌曲 | 〈彈指〉 | 提名 |

## 外部連結
- 蘿莎·琳恩 （页面存档备份，存于）在AllMusic
- 蘿莎·琳恩的Discogs页面（英文）
- 蘿莎·琳恩在MusicBrainz上的頁面（英文）

| 奖项与成就                                        | 奖项与成就                    | 奖项与成就                   |
| ------------------------------------------------- | ----------------------------- | ---------------------------- |
| 前任： · 亞美尼亞 · 雅典娜·馬努基安〈鎖鏈上的你〉 | 歐洲歌唱大賽亞美尼亞選手 2022 | 繼任： · 亞美尼亞 · 棕髮女郎 |